# Chiesa di San Zeno Vescovo (Rivarolo del Re ed Uniti)
La chiesa di San Zeno Vescovo è la parrocchiale di Rivarolo del Re ed Uniti, in provincia e diocesi di Cremona; fa parte della zona pastorale 5.

## Storia
La prima citazione di una cappella a Rivarolo risale al 1385 ed è contenuta nel Liber Synodalium, dal quale si apprende che era compresa nella plebania urbana della Porta Pertusio; una seconda menzione si riscontra nelle Rationes Censum et Decimarum del 1404.
La chiesa venne riedificata nel Quattrocento; dalla relazione della visita pastorale del 1601 del vescovo Cesare Speciano s'apprende che i fedeli ammontavano a 1400 e che la parrocchiale, facente parte del vicariato foraneo di Casalmaggiore e avente come filiali l'oratorio della Natività Beata Vergine a Brugnolo, e la cappella di San Lorenzo, era sede della società del Santissimo Sacramento.
Nel XVIII secolo la chiesa fu nuovamente ricostruita; se nel 1786 il numero dei fedeli era pari a 3572, nel 1810 era sceso a 1700.
Già inserita nel vicariato di Casalmaggiore, all'inizio del Novecento la parrocchia entrò a far parte del vicariato di Sabbioneta; aggregata nel 1975 alla neo-costituita zona pastorale 12, alcuni anni dopo passò alla numero 10, per poi venir inserita nella zona pastorale 5.

## Descrizione

### Facciata
La facciata a salienti della chiesa, rivolta a nordovest, è suddivisa da una cornice marcapiano in due registri, entrambi scanditi da paraste; quello inferiore, più largo, presenta i tre portali d'ingresso, sormontati da dei tondi, mentre quello superiore è caratterizzato da una finestra centrale e coronato dal frontone curvilineo spezzato, in cui v'è una raffigurazione di San Zenone.
Annesso alla parrocchiale è il campanile a base quadrata, la cui cella presenta su ogni lato una monofora affiancata da lesene ed è coronata dalla cupoletta poggiante sulla lanterna.

### Interno
L'interno dell'edificio si compone di un'unica navata, sulla quale si affacciano le cappelle laterali e le cui pareti sono scandite da lesene; al termine dell'aula si sviluppa il presbiterio, rialzato di alcuni gradini e chiuso dall'abside semicircolare. 
Qui sono conservate diverse opere di pregio, tra le quali la pala ritraente la Gloria di San Zeno, eseguita dal veronese Giorgio Anselmi, e il dipinto raffigurante la Madonna, eseguita da Marcantonio Ghislina.